# Anderson (Alaska)
Anderson es una ciudad ubicada en el borough de Denali en el estado estadounidense de Alaska. En el año 2000 tenía una población de 274 habitantes y una densidad poblacional de 2,24 personas por km². Se encuentra a poca distancia del río Tanana, el principal afluente del río Yukón.

## Geografía
Anderson se encuentra ubicada en las coordenadas 64°20′43″N 149°11′43″O / 64.34528, -149.19528.

## Demografía
Según la Oficina del Censo en 2000 los ingresos medios por hogar en la localidad eran de $58.750, y los ingresos medios por familia eran $62.188. Los hombres tenían unos ingresos medios de $31.641 frente a los $23.750 para las mujeres. La renta per cápita para la localidad era de $23.837. Alrededor del 17,6% de la población estaban por debajo del umbral de pobreza.